# Ini Assmann
Ini Assmanm (Kassel, 13 luglio 1945 – 6 dicembre 2015) è stata un'attrice tedesca.
È stata attiva negli anni '60 e '70.

## Filmografia parziale
- La morte bussa due volte (Blonde Köder für den Mörder), regia di Harald Philipp (1969)
- Gli insaziabili, regia di Alberto De Martino (1969)
- Mia nipote... la vergine (Madame und ihre Nichte), regia di Eberhard Schröder (1969)
- Revenge, regia di Pino Tosini (1969)

## Doppiatrici italiane
- Melina Martello in La morte bussa due volte